# Órdenes internacionales de detención contra Vladímir Putin y María Lvova-Belova
El 17 de marzo de 2023, la Corte Penal Internacional (CPI) emitió órdenes de arresto contra Vladímir Putin, presidente de Rusia, y María Lvova-Belova, comisionada presidencial para los Derechos del Niño en Rusia, alegando responsabilidad por la deportación y transferencia ilegales de niños durante la invasión rusa de Ucrania. La orden de arresto contra Putin es la primera contra el líder de un miembro permanente del Consejo de Seguridad de las Naciones Unidas.
Los 124 Estados miembros de la CPI están obligados a detener y transferir a Putin y Lvova-Belova si cualquiera de ellos pisa su territorio.

## Antecedentes
La Corte Penal Internacional (CPI) es un tribunal internacional con sede en La Haya, Países Bajos, creado en 1998 por el Estatuto de Roma.
Tanto Rusia como Ucrania firmaron el Estatuto, pero ninguno lo ratificó y Rusia retiró su firma del Estatuto en el 2016 luego de un informe que clasificaba la anexión de Crimea por parte de Rusia como una ocupación; sin embargo, Ucrania aceptó la jurisdicción de la Corte en su territorio en el 2014, lo que le permitió investigar presuntos delitos cometidos durante el curso de la guerra ruso-ucraniana.
El tribunal recibió la cooperación total de las autoridades ucranianas.
El 24 de febrero del 2022, Rusia invadió y ocupó partes de Ucrania en una gran escalada de la guerra ruso-ucraniana, que comenzó en 2014. Durante la invasión, Rusia secuestró a miles de niños ucranianos en el territorio ucraniano ocupado y los deportó a Rusia.
Las autoridades ucranianas están investigando más de 16.000 casos sospechosos de deportación forzada de menores. Rusia ha reconocido el traslado de 2000 niños sin tutores.
En mayo del 2022, Putin ordenó simplificar la emisión de la ciudadanía rusa a los niños huérfanos de Ucrania. El Ministerio de Relaciones Exteriores de Ucrania enfatizó que al hacer esto, "Putin legalizó efectivamente el secuestro de niños".
En septiembre de 2022, Lvova-Belova, que ocupaba el cargo de Comisionada para los Derechos del Niño de Rusia, describió cómo los niños ucranianos secuestrados inicialmente eran hostiles hacia Rusia y Putin, pero después del proceso de "integración", la actitud negativa de los niños gradualmente "se convirtió en amar".

## Historia
El 4 de febrero de 2015, la Rada Suprema de Ucrania apeló a la CPI para que investigue los crímenes de lesa humanidad cometidos por las fuerzas rusas en territorio ucraniano desde el 20 de febrero de 2014 y para que rinda cuentas a los altos funcionarios responsables de la Federación Rusa.
En mayo del 2016, las familias de las víctimas del accidente del MH17 presentaron una demanda contra Rusia y el presidente Vladímir Putin en el Tribunal Europeo de Derechos Humanos. El MH17 era un vuelo de pasajeros programado que fue derribado por las fuerzas controladas por Rusia en Ucrania, lo que provocó la muerte de 298 civiles.
En julio del 2021, Putin publicó un extenso ensayo "Sobre la unidad histórica de rusos y ucranianos", afirmando que Ucrania es una entidad artificial que ocupa tierras históricamente rusas. Un informe de 35 expertos legales y de genocidio citó el ensayo de Putin como parte de "sentar las bases para la incitación al genocidio". Más tarde, RIA News, de propiedad estatal rusa, publicó el artículo titulado "Qué debería hacer Rusia con Ucrania", acusando a toda la nación ucraniana de ser nazis que deben aniquilarse y, en algunos casos, reeducarse.
Después de la invasión rusa a gran escala de Ucrania en 2022, la Asamblea General de las Naciones Unidas adoptó las resoluciones ES-11/1 y ES-11/2, exigiendo la retirada inmediata de las tropas rusas de Ucrania. Con anterioridad, el Consejo de Seguridad de Naciones Unidas transfirió a la Asamblea el derecho a tomar decisiones sobre el conflicto hasta la decisión sobre la intervención militar de las fuerzas de la ONU (resolución 2623).
El 16 de marzo del 2022, la Corte Internacional de Justicia exigió que Rusia cesara inmediatamente las operaciones militares en Ucrania.
El 19 de marzo del 2022, el Parlamento Europeo adoptó una resolución sobre la creación de un tribunal internacional especial para Putin.
En abril del 2022, 42 estados que participan en el trabajo de la CPI apelaron a la CPI con una solicitud para investigar crímenes de guerra en Ucrania.

## Cumplimiento de leyes internacionales
Desde el punto de vista del derecho internacional, la deportación forzosa de menores es considerada un crimen de lesa humanidad:
- Según el "Convenio de Ginebra de 1949 sobre la protección de personas civiles en tiempo de guerra", los ocupantes no tienen derecho a cambiar el estado civil de los niños;[8]
- Rusia también violó el artículo 7 de la Convención de la ONU sobre los Derechos del Niño, que garantiza el derecho de los niños a un nombre y la adquisición de la ciudadanía;[31]
- El artículo II de la Convención para la Prevención y la Sanción del Delito de Genocidio de 1948 establece que "el traslado forzoso de niños de un grupo humano a otro" es un acto de genocidio;[32]
- Rusia ratificó el Convenio para la Protección de los Derechos Humanos y las Libertades Fundamentales, según el cual "nadie podrá ser expulsado, ni individual ni colectivamente, del territorio del Estado del que sea ciudadano".[33]

La comisión de investigación de las Naciones Unidas caracterizó la deportación de niños ucranianos por parte de las fuerzas rusas como un crimen de guerra.
Varios países reconocieron oficialmente los acontecimientos en curso en Ucrania como un genocidio perpetrado por las fuerzas rusas. La lista de países incluye Ucrania, Polonia, Estonia, Letonia, Canadá, Lituania, República Checa, Irlanda.

## Cargos criminales
Los cargos contra Vladímir Putin y María Lvova-Belova se basan en motivos razonables de que los dos son responsables de "la deportación y el traslado ilegales de niños ucranianos de las zonas ocupadas de Ucrania a la Federación Rusa, en contravención del artículo 8(2)(a)( vii) y el artículo 8(2)(b)(viii) del Estatuto de Roma".
La CPI identificó "al menos cientos de niños [ucranianos] sacados de orfanatos y hogares de cuidado infantil" por las fuerzas rusas. Según Karim Khan, fiscal jefe del tribunal, estas deportaciones, realizadas con la intención de sacar a los niños de su propio país de forma permanente, fueron una violación de la Convención de Ginebra y equivalieron a crímenes de guerra.

## Reacciones diversas

### Reacciones críticas con la orden de arresto
El portavoz del Kremlin, Dmitri Peskov, calificó la orden de arresto de "escandalosa e inaceptable" y dijo que Rusia no reconoce la jurisdicción de la CPI.  Lvova-Belova dijo a los medios estatales rusos RIA Novosti: "Es genial que la comunidad internacional haya apreciado el trabajo para ayudar a los niños de nuestro país, que los saquemos, que creamos buenas condiciones para ellos, que los rodeemos de amor, cuidado de personas."
El presidente serbio, Aleksandar Vucic, criticó la orden de arresto contra Putin y dijo que prolongará la guerra en Ucrania.
El portavoz del Ministerio de Relaciones Exteriores de China, Wang Wenbin, dijo en una conferencia de prensa: 

"La CPI debe adoptar una posición objetiva y justa, respetar la inmunidad jurisdiccional de un jefe de Estado en virtud del derecho internacional, ejercer con prudencia su mandato de conformidad con la ley, interpretar y aplicar el derecho internacional de buena fe, y no participar en la politización o utilizar dobles raseros".

### Reacciones favorables
El ministro de Relaciones Exteriores de Ucrania, Dmytro Kuleba, apoyó la decisión de la CPI y tuiteó: "Los delincuentes internacionales serán responsables de robar niños y otros delitos internacionales". Andriy Kostin, fiscal jefe de Ucrania, declaró: "Los líderes mundiales lo pensarán dos veces antes de darle la mano [a Putin] o sentarse con Putin en la mesa de negociaciones... Es otra señal clara para el mundo de que el régimen ruso es criminal".
El ministro de Justicia alemán, Marco Buschmann, afirmó que si Putin se encuentra en territorio alemán, será arrestado y entregado a la CPI; la orden de arresto es válida en todo el territorio de la UE y se ejecutará incluso si Putin llega a la UE como participante en las negociaciones.
El jefe diplomático de la UE, Josep Borrell, declaró: “La UE ve la decisión de la CPI como el comienzo del proceso de rendición de cuentas y de responsabilizar a los líderes rusos por los crímenes y atrocidades que están ordenando, permitiendo o cometiendo en Ucrania”.
El fiscal de la CPI, Karim Khan, declaró: "Aquellos que sienten que pueden cometer un delito durante el día y dormir bien por la noche, tal vez deberían mirar la historia", y señaló que nadie pensó que Slobodan Milosevic terminaría en La Haya.

## Análisis de la situación
El New York Times declaró que "la probabilidad de un juicio mientras el Sr. Putin permanece en el poder [parecía] escasa" debido a la negativa de Rusia a entregar a sus propios funcionarios y al tribunal que no juzga a los acusados en ausencia. El exembajador estadounidense Stephen Rapp dijo que la orden "convierte a Putin en un paria. Si viaja, corre el riesgo de ser arrestado. Esto nunca desaparece".
Según el profesor asistente de historia en la Universidad de Utrecht, Iva Vukusic, Putin "no podrá viajar a ningún otro lugar más allá de los países que son claramente aliados o al menos algo alineados (con) Rusia".